# Ligne 2 du métro de Madrid
Pour les articles homonymes, voir Ligne 2.
La ligne 2 du métro de Madrid (en espagnol : línea 2 del metro de Madrid) est l'une des treize lignes du métro de Madrid à Madrid capitale de l'Espagne. Elle relie la station Cuatro Caminos, situé au centre-ville, à la station Las Rosas, située dans la partie est de Madrid en Espagne.

## Plan de la ligne

Plan de la ligne 2 du métro de Madrid.

## Historique

### Histoire
La ligne est ouverte le 14 juin 1924 entre les stations Sol et Ventas. Une nouvelle section est ouverte le 21 octobre 1925 entre Sol et Quevedo, puis une autre le 10 septembre 1929 jusqu'à Cuatro Caminos.
En 1964, une section est ouverte entre Ventas et Ciudad Lineal mais elle est transférée à la ligne 5 en 1970 quand est ouvert son prolongement à Ventas.
Le 16 février 2007, deux nouvelles stations sont ouvertes au public. La première est Canal, qui s'intercale entre Cuatro Caminos et Quevedo et qui permet une correspondance avec la ligne 7. La seconde est La Elipa à la suite d'un nouveau prolongement à l'extrémité est de la ligne depuis Ventas.
Enfin, le 16 mars 2011, la dernière extension en date est mise en service entre La Elipa et Las Rosas avec quatre stations.

## Tracé et stations

### Tracé
La ligne commence sous la place Glorieta de Cuatro Caminos (es) et se dirige en direction du sud sous la rue Bravo Murillo jusqu'à la station Quevedo. Elle s'oriente légèrement au sud-ouest et continue sous la rue San Bernardo jusqu'à la station Santo Domingo avant de rejoindre un peu plus au sud la station Ópera où elle bifurque en direction de l'est sous la rue del Arenal jusqu'à la Puerta del Sol. Elle se dirige ensuite vers le nord-est en suivant la rue d'Alcalá jusqu'à la station Ventas après laquelle elle s'incurve vers le sud-est jusqu'à La Elipa puis poursuit son parcours toujours en direction du sud-est en suivant l'axe de l'avenue de Duroca jusqu'à la station Alsacia. La ligne continue par une ligne droite en direction du nord-est sous l'avenue de Guadalajara avant une dernière incurvation vers le sud-est jusqu'au terminus de Las Rosas.

### Liste des stations
La ligne comprend 20 stations sur un parcours de 14,1 km.
|  |   |  | Station                | Zone | Communes                     | Correspondances                                                            |
|  | - |  | ---------------------- | ---- | ---------------------------- | -------------------------------------------------------------------------- |
|  | ■ |  | Cuatro Caminos         |      | Madrid (Tetuán, Chamberí)    | Ligne 1 du métro de Madrid · Ligne 6 du métro de Madrid                    |
|  | • |  | Canal                  |      | Madrid (Chamberí)            | Ligne 7 du métro de Madrid                                                 |
|  | • |  | Quevedo                |      | Madrid (Chamberí)            |                                                                            |
|  | • |  | San Bernardo           |      | Madrid (Chamberí, Centre)    | Ligne 4 du métro de Madrid                                                 |
|  | • |  | Noviciado              |      | Madrid (Centre)              | (Plaza de España)                                                          |
|  | • |  | Santo Domingo          |      | Madrid (Centre)              |                                                                            |
|  | • |  | Ópera                  |      | Madrid (Centre)              | Ligne 5 du métro de Madrid · Ligne R du métro de Madrid                    |
|  | • |  | Sol                    |      | Madrid (Centre)              | Ligne 1 du métro de Madrid · Ligne 3 du métro de Madrid · Cercanías Madrid |
|  | • |  | Sevilla                |      | Madrid (Centre)              |                                                                            |
|  | • |  | Banco de España        |      | Madrid (Centre)              |                                                                            |
|  | • |  | Retiro                 |      | Madrid (Retiro, Salamanca)   |                                                                            |
|  | • |  | Príncipe de Vergara    |      | Madrid (Salamanca)           | Ligne 9 du métro de Madrid                                                 |
|  | • |  | Goya                   |      | Madrid (Salamanca)           | Ligne 4 du métro de Madrid                                                 |
|  | • |  | Manuel Becerra         |      | Madrid (Salamanca)           | Ligne 6 du métro de Madrid                                                 |
|  | • |  | Ventas                 |      | Madrid (Salamanca)           | Ligne 5 du métro de Madrid                                                 |
|  | • |  | La Elipa               |      | Madrid (Ciudad Lineal)       |                                                                            |
|  | • |  | La Almudena            |      | Madrid (Ciudad Lineal)       |                                                                            |
|  | • |  | Alsacia                |      | Madrid (San Blas-Canillejas) |                                                                            |
|  | • |  | Avenida de Guadalajara |      | Madrid (San Blas-Canillejas) |                                                                            |
|  | ■ |  | Las Rosas              |      | Madrid (San Blas-Canillejas) |                                                                            |

## Projet
Des études sont en cours pour prolonger la ligne à l'est vers la nouvelle zone d'El Cañaveral, qui nécessiterait la création d'un nouveau tunnel partant de la station Las Rosas.